# Dovga

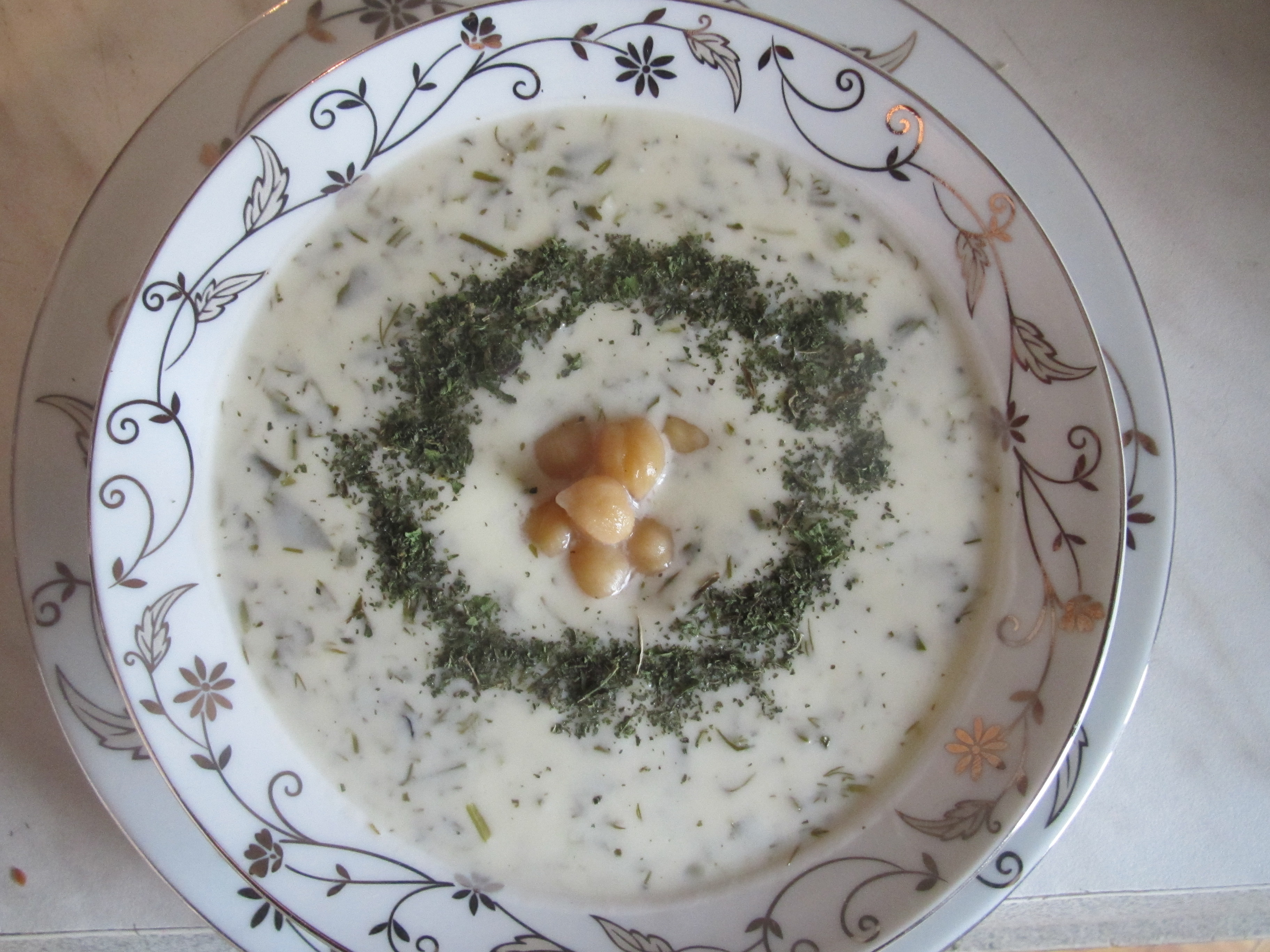
Imagem de um prato de Dovga

Dovga é uma sopa típica do Azerbaijão feita com iogurte, arroz, espinafre e ervas aromáticas, normalmente servida quente, mas podendo também ser servida fria no verão.
Para fazer a sopa, começa por se cozer grão-de-bico previamente demolhado, mas sem o deixar cozer de modo que as peles comecem a soltar-se, e reserva-se. Mistura-se um ovo batido com uma pequena quantidade de iogurte, farinha de trigo e arroz de grão curto; junta-se este mistura com o iogurte restante, junta-se água e põe-se a ferver, mexendo sempre; quando começar a ferver, juntam-se as ervas aromáticas e o grão cozido e baixa-se o lume, deixando ferver até o arroz estar cozido. Não se deve pôr sal enquanto a sopa está a ferver, porque pode fazer atalhar o iogurte. A sopa pode ser servida quente ou fria.
Pode ainda juntar-se carne à dovga: frita-se carne de carneiro moída com o grão cozido e formam-se almôndegas, que se juntam à sopa depois de cozida e imediatamente antes de a retirar do fogo. Em relação às ervas aromáticas, existem também certas regras, embora seja o gosto individual ou regional que subsiste: coentro fresco, endro e hortelã são as principais, que nunca devem ser esquecidas; cerefólio e salsa também são favoritas, mas o cebolinho e azedas são muitas vezes evitadas, uma vez que tendem a dominar o tempero. Já o espinafre, as folhas novas de beterraba, de aipo e de alho-porro fazem normalmente parte da preparação. Finalmente, é necessário dizer que há regiões onde se preferem as ervas mal cortadas, em vez de usar uma mistura de ervas quase moídas.